# Alejandro Suárez
Sergio Alejandro Suárez Velasco (Ciudad de México, 26 de julio de 1941) es un actor y comediante mexicano. 
Trabajó en cine, teatro y televisión en diversos programas como: "Chucherias", "Ensalada de Locos", La Carabina de Ambrosio, "El Show De Alejandro Suárez" entre otros varios más. Es medio hermano de Héctor Suárez, actor, director y productor mexicano.

## Filmografía

### Cine
- Los tres calaveras (1965)
- El señor doctor como El hippie en el bar. (1965)
- Romeo contra Julieta (1968)
- Muñecas peligrosas (1969)
- ¡Persíguelas y... alcánzalas! (1969)
- El cuerpazo del delito como el carnicero, en el episodio "La insaciable" (1970)
- Un amante anda suelto (1970)
- La criada bien criada (1972)
- Volver, volver (1973)
- Peluquero de señoras como Rómulo. (1973)
- Masajista de señoras (1973)
- La disputa (1974)
- Reventón en Acapulco (1980)
- De puro relajo (1986)
- El miedo me da risa (1989)
- Si me las dan me las tomo como Panchito. (1989)
- El cartero alburero (1989)
- El bar de ls nacos (1989)
- La insaciable (1992)
- A oscuras me da risa (1995)
- Un pájaro escondido (1997)
- El diablo entre las piernas (2018)

### Televisión
- Chucherías acompañaba a Chucho Salinas en los 60s. (1962)
- Casanova 66 (1966)
- Alegrías (1968)
- Concierto de almas (1969)
- Ensalada de locos acompañaba a Manuel "El Loco" Valdés y Héctor Lechuga. (1970-1971)
- El show de Alejandro Suárez hacía sus propios sketchs y otros de sus series anteriores. (1972)
- La carabina de Ambrosio hacía sus propios sketchs y otros de sus series anteriores (1978-1984 y 1986-1987)
- Los amantes fríos Como Marcolino, Segmento "El Difunto Al Pozo Y La Viuda Al Gozo". (1978)
- Todo de todo (1991-1994)
- La cuchufleta (1995)
- Al ritmo de la risa 1 Episodio. (1998)
- Viva la tarde (2000)
- La casa de la risa (2004)
- La hora pico (2004)
- Vas o no vas con boletazo (2004)
- La parodia (2004)
- No manches (2004)
- Par de ases (2005)
- Estudio 2 (2005)
- Joserra Presenta Como El Simpatías (2007)
- Por fin el fin (2007)
- Historias engarzadas (documental; 2007)
- Los chuperamigos (2010)
- Las razones del corazón Como Jasper. (2011)
- Mi corazón insiste Como Diogenes Rugeles (2011)
- Raquel y Daniel (2015)[2]
- Juntos el corazón nunca se equivoca  Como Borja (2019)
- ¿Quién es la máscara?  Como "Panda" (2019)
- Una familia de diez Como Don Justo del Valle (2020)
- Tic-Tac-Toc Como Tito Gambino (2021)
- El Junior: El Mirrey de los Capos (2023)
- Encontró lo que buscaba (2023)
- Un día para vivir (2023)